# Біллі Ленсдаун
Біллі Ленсдаун (англ. Billy Lansdowne, нар. 28 квітня 1959, Еппінг) — англійський футболіст, що грав на позиції нападника, зокрема за шведський «Кальмар».

## Ігрова кар'єра
Народився 28 квітня 1959 року в Еппінзі. Вихованець футбольної школи клубу «Вест Гем Юнайтед». Дорослу футбольну кар'єру розпочав 1979 року в основній команді того ж клубу, в якій провів два сезони, взявши участь у 9 матчах чемпіонату. За цей час виборов титул володаря Кубка Англії з футболу.
Згодом з 1981 по 1983 рік грав за «Чарльтон Атлетик» та «Джиллінгем».
1983 року перебрався до Швеції, уклавши контракт з клубом «Кальмар». Виступав за команду з Кальмара до 1988 року, здебільшого був основним гравцем атакувальної ланки команди. В сезоні чемпіонату Швеції 1985 року забив 10 голів і став одним із трьох гравців, які розділили титул найкращого бомбардира турніру. Протягом 1984–1985 років також грав на правах оренди за «Лейтонстоун» та «Дагенем енд Редбрідж».
Завершував ігрову кар'єру у шведській нижчоліговій команді «Андерсторпс».

## Титули і досягнення

### Командні
- Володар Кубка Англії з футболу (1):

«Вест Гем Юнайтед»: 1979-1980
- Володар Кубка Швеції (1):

«Кальмар»: 1987

### Особисті
- Найкращий бомбардир чемпіонату Швеції (1):

1985 (10 голів)